# Râpa din Purcari
Râpa din Purcari este un monument al naturii de tip geologic sau paleontologic în raionul Ștefan Vodă, Republica Moldova. Este amplasat pe versantul drept al Nistrului la 1,9 km de acesta, la 1 km vest de satul Purcari (Ocolul Silvic Olănești, parcela 37E, 37N1). Are o suprafață de 5 ha, sau 5,51 ha conform unor aprecieri mai recente. Obiectul este administrat de Primăria satului Purcari și Întreprinderea pentru Silvicultură „Tighina”.

## Descriere
La baza aflorimentului geologic din râpa de la Purcari se află formațiuni chersoniene cu fragmente de cochilii de Mactra bulgarica și, mai rar, Unio. Formațiunile sunt acoperite de nisipuri meoțiene cu rămășițe de hiparion. Mai sus se află un strat de nisip galben, după care un strat de lut și calcar ponțian. La suprafață aflorează un strat de argile etuliene de culoare roșiatică, întâlnite rar pe teritoriul Republicii Moldova.

## Statut de protecție
Obiectivul a fost luat sub protecția statului prin Hotărîrea Sovietului de Miniștri al RSSM din 8 ianuarie 1975 nr. 5, iar statutul de protecție a fost reconfirmat de Legea nr. 1538 din 25 februarie 1998 privind fondul ariilor naturale protejate de stat. Deținătorul funciar al monumentului natural era, la momentul publicării Legii din 1998, Primăria satului Purcari. Între timp, co-proprietar a devenit Întreprinderea pentru Silvicultură „Tighina”.
Succesiunea stratigrafică a amplasamentului este de reper în studierea depozitelor Miocenului superior din Republica Moldova.
Conform situației din anul 2016, nu este instalat niciun panou informativ în preajma râpei. Pentru a scoate în evidență valoarea geologică a râpei, a fost propusă redenumirea ariei protejate în „Amplasamentul geologic de la Purcari”.